# 4 luni, 3 saptamini si 2 zile
4 luni, 3 săptămâni şi 2 zile (en català "4 mesos, 3 setmanes, 2 dies") és una pel·lícula romanesa de Cristian Mungiu, estrenada el 2007. Va rebre la Palma d'Or al Festival Internacional de Cinema de Canes 2007.

## Argument
La pel·lícula es desenvolupa a Romania en el moment dels últims anys del poder del dirigent Ceauescu. Conta la història d'una estudiant que intenta avortar amb l'ajuda de la seva coarrendatària.
La pel·lícula relata també les difícils condicions de vida d'aquest país, la importància del mercat negre, el retard dels salaris, el control de la societat i les mil maneres d'escapar-hi i de sobreviure. És una pel·lícula sobre el control de la feminitat de la protagonista i el seu cos, sigui quin sigui el preu.
La pel·lícula sorprèn l'espectador pel desenvolupament de l'acció en menys de 24 hores.
Més enllà de la qüestió ètica, el realitzador fa de l'avortament un acte de resistència contra la dictadura.
En una atmosfera opressora (l'habitació universitària s'assembla a una presó, els passatgers del cotxe semblen encallats, els llargs passadissos obacs etcètera.), on se sent el pes del control de la societat i de l'Estat sobre els individus, la transgressió continua és l'única sortida per sentir-se lliure.

## Repartiment
- Anamaria Marinca: Otilia
- Laura Vasiliu: Gabita
- Vlad Ivanov: Domnu' Bebe
- Alex Potocean: Adi
- Luminita Gheorghiu: Doamna Radu

## Polèmica
El delicat tema de la pel·lícula,sobre l'avortament, i la seva manera de tractar-lo van disparar diverses polèmiques i controvèrsies.
El Vaticà es va mostrar molt indignat per la sortida de la pel·lícula: 
| « | El recurs excessiu de les escenes de sexe ha esgotat el potencial d'atracció (del públic), un nou cop baix s'infligeix a la dignitat de l'espectador, amb aquesta pel·lícula recompensada amb la Palma d'or: un senyal dramàtic d'un retorn a la barbàrie, tant individual com col·lectiu, de les nostres consciències (...). Es parla amb desimboltura de fetus com si es tractés de coses, d'objectes, i no d'éssers humans, cridats a la vida i després martiritzats, pelats i llançats a la galleda d'escombraries | » |

## Premis i nominacions

### Premis
- Palma d'Or al Festival Internacional de Cinema de Canes 2007
- Premi del Ministeri d'Educació francès i premi FIPRESCI al Festival Internacional de Cinema de Canes
- Premi del Cinema Europeu a la millor pel·lícula i al millor director 2007

### Nominacions
- Globus d'Or a la millor pel·lícula estrangera per Cristian Mungiu
- César a la millor pel·lícula estrangera